# Ваулинская
 Ваулинская  — деревня в Афанасьевском районе Кировской области в составе Ичетовкинского сельского поселения.

## География
Расположена на расстоянии примерно 3 км на север от райцентра поселка  Афанасьево на правом берегу реки Кама.

## История
Известна с 1727 года как деревня Ваулиных с 3 дворами, в 1873 году в деревне Ваулинская 47 дворов и 391 житель (на момент учета в деревню объединили с 2 соседними деревнями), в 1905 выселок Ваулины, 14 и 103, в 1926 деревня Ваулинская, 26 хозяйств и 120 жителей, в 1950 21 и 63, в 1989 19 жителей.  

## Население
Постоянное население составляло 43 человека (русские 100%) в 2002 году, 42 в 2010.